# As Barbas do Imperador
As Barbas do Imperador – D. Pedro II, um monarca nos trópicos é um livro de não ficção escrito pela professora e historiadora Lilia Moritz Schwarcz sobre a vida e reinado do imperador D. Pedro II do Brasil, desde seu nascimento até sua morte, analisando a imagem do monarca e sua personalidade pessoal. O livro venceu em 1999 o Prêmio Jabuti de Literatura na categoria de Melhor Ensaio e Biografia.

## Conteúdo da obra
O capítulo 5 fala sobre o momento em que Dom Pedro II prepara-se para casar e como ele enfrenta essa obrigação, pois todo rei precisa de um herdeiro.

No capítulo 6, a autora deixa D.Pedro de lado por um momento e passa a analisar a sociedade e o contexto que rodeava o imperador. O texto se torna mais enriquecido devido às citações de três autores da literatura brasileira: Machado de Assis, José de Alencar e Martins Pena. Ademais, é perceptível o contraste entre os exageros luxuosos da Corte e a enorme quantidade de negros escravizados que circulavam pelas ruas vendendo seus produtos durante o dia e vivendo em péssimas condições sanitárias. Veja o que diz a autora:
"Na ótica da corte, o mundo escravo, o mundo do trabalho, deveria ser transparente e silencioso. No entanto, o contraste entre as pretensões civilizadoras da realeza — orgulhosa com seus costumes europeus — e a alta densidade de escravos é flagrante."
No capítulo 7, prevalece a imagem de D.Pedro como um mecenas, isto é, um patrocinador das artes, ciências e literatura.

## Edição em quadrinhos
Em 2014, foi lançada uma versão em quadrinhos do livro, onde o premiado quadrinista e ilustrador Spacca transpõe a linguagem do ensaio e da biografia ao universo das HQs.